# 열역학 퍼텐셜
열역학 퍼텐셜(thermodynamic potential)이란 계의 열역학적 상태를 기술하는 함수이다. 이들 중 계가 갖는 에너지의 양인 내부에너지 U가 제일 기본적인 열역학페텐셜이고, 다른 열역학포텐셜들은 U의 몇몇 변수에 대한 르장드르 변환으로 정의한다. 자주 쓰이는 열역학 퍼텐셜로는 아래의 다섯가지가 있다.
- 내부 에너지 U
- 엔탈피 H
- 헬름홀츠 자유 에너지 F
- 기브스 자유 에너지 G
- 큰 퍼텐셜 Φ

이러한 열역학 퍼텐셜들은 특정 상황에 따라 계의 상태를 구별하는 매우 중요한 지표가 되고, 계의 진화방향을 예측할 수 있게 해주기 때문에 자연과학, 공학의 각 분야에서 널리 활용되고 있다.

## 정의
열역학 퍼텐셜들은 모두 내부 에너지 {\displaystyle U}에, 압력이나 온도에 대응하는 보정항들을 추가한 꼴의 값들이다. 이는 일종의 르장드르 변환이다.
엔탈피 H는 내부 에너지 U의 부피 V를 압력 P로 르장드르 변환한 것이다.
{\displaystyle H=U+PV}
헬름홀츠 자유 에너지 F는 내부 에너지 U의 엔트로피 S를 온도 T로 르장드르 변환한 것이다.
{\displaystyle F=U-TS}
기브스 자유 에너지 G는 내부 에너지 U의 부피 V를 압력 P로, 엔트로피 S를 온도 T로 르장드르 변환한 것이다.
{\displaystyle G=U-TS+PV}
큰 퍼텐셜 Φ는 내부 에너지 U의 엔트로피 S를 온도 T로, 입자의 수 N을 화학 퍼텐셜 μ로 르장드르 변환한 것이다.
{\displaystyle \Phi =U-TS-\mu N}

## 같이 보기
- 온사거 역관계
- 열역학 제3법칙